# Довгоноса акула сіра
Довгоноса акула сіра (Rhizoprionodon oligolinx) — акула з роду Довгоноса акула родини сірі акули. Інша назва "сіра акула-собока".

## Опис
Загальна довжина досягає 70 см, середній розмір становить 55-60 см. Голова довга, яка досягає 4,7% довжини усього тіла. Морда витягнута. Ніс загострений. Очі середнього розміру, круглі, з мигательною перетинкою. Бризкальця відсутні. У кутах рота на верхній губі присутні довгі, чітко виражені губні складки, який мають 0,3—1,3% довжини тіла акули. Рот різко зігнутий, завершується позаду лінії очей. На кожній щелепі розташовано по 23-24 робочих зубів. Вони дрібні, зігнуті. Тулуб стрункий, обтічний. Осьовий скелет нараховує 151–164 хребця. Грудні плавці невеликі та широкі, мають трикутну форму, їх задній край увігнутий. Мають 2 спинних плавця, з яких передній значно перевершує задній. Передній спинний плавець розташований між грудними і черевними плавцями. Хвостовий гетероцеркальний.
Забарвлення спини сіре або сіро-коричневе, з бронзовим відливом у живих особин. Черево має білуватий колір. Кінчики плавців трохи темніші за загальний фон.

## Спосіб життя
Тримається на глибинах до 30-50 м. Воліє до верхніх шарів водної поверхні біля материкового й острівного шельфу. Живиться дрібними костистими рибами, кальмарами, креветками.
Статева зрілість настає при розмірах 35-40 см. Це яйцеживородна акула. Самиця народжує від 3 до 5 акуленят завдовжки 21-26 см. Народження відбувається щорічно.
М'ясо їстівне, проте промислового вилову не ведеться.
Для людини небезпеки не становить.

## Розповсюдження
Мешкає від Перської затоки уздовж азійського узбережжя до Китаю, включно з акваторією Індокитаю та Малаккського півострова. Зустрічається також неподалік від індонезійських островів Суматра та Ява. Зрідка трапляється біля південно-східного Китаю, о. Палау, запливає до південної Японії.